# Биомаркери за снимање
Биомаркери за снимање су супстанце са  биолошким карактеристикам које се објективно могу мерити и указују на нормални биолошки или патолошки процеса у организму који се могу открити на слици. У медицини, биомаркер за снимање даје карактеристичну слику која је релевантна за дијагнозу болести код пацијента. На пример, бројни биомаркери се често користе за одређивање ризика, односно код сумње на рак плућа када се једноставних лезија у плућима може открити рендгенским снимком, компјутеризованом томографијом или магнетном резонантном томографијом. Иако сама лезија служи као биомаркер, и ситни детаљи лезије такође служе као биомаркери и могу се заједно користити за процену ризика од неоплазме. Неки од биомаркера за снимање који се користе у процени плућних нодула укључују величину, спикулацију, калцификације, кавитацију, локацију у плућима, брзину раста и брзину метаболизма. Сваки податак са слике представља вероватноћу. Спикулација повећава вероватноћу да је лезија рак. Спора стопа раста указује на доброћудност (бенигност). Ове варијабле се могу додати пацијентовој историји, физичком прегледу, лабораторијским тестовима и патологији да би се постигла предложена дијагноза. Биомаркери за снимање могу се мерити коришћењем неколико техника, као што су компјутеризована томографија, електроенцефалографија, магнетоенцефалографија и магнетна резонантнатомографија.
Биомаркери за снимање често у пракси могу бити једини начин да се брзо процене одговор на лечење код генетски различитих подгрупа пацијената са сличним симптомима.

## Дефиниција
Биомаркере за снимање како их је дефинисала/класификовала радна група Иницијативе директора Националног института за здравље о биомаркерима и сурогатним крајњим тачкама као..карактеристика која се објективно мери и оцењује као индикатор нормалних биолошких процеса, патогених процеса или фармаколошких одговора на терапијска интервенција” [ 1 ].
Ова дефиниција уводи разлику између теста или алата који је или позитиван или негативан и променљиве која се мери помоћу алата. Он ставља велики нагласак на мерење које користи  маркер биолошког стања.

## Историја
Биомаркери за снимање су стари колико и сам рендгенски снимак. Карактеристика радиографије која представља неку врсту патологије први пут је назван као „Рентгенски знаци“ по Вилхелму Рентгену, откривачу рендгенских зрака. Како се област медицинског имиџинга развијала и ширила тако је она укључила бројне модалитете снимања, па су таком биомаркери за снимања  расли, како по броју тако и по сложености, и коначно у хемијском осликавању.

## Квантитативни биомаркери за снимање
Биомаркери квантитативне слике (БКС) су објективна карактеристика изведена из ин виво слике мерене на скали односа или интервала као индикатори нормалних биолошких процеса, патогених процеса или одговора на терапијску интервенцију. Предност БКС у односу на квалитативне биомаркере за снимање је у томе што су они погоднији за употребу за праћење пацијената или у клиничким испитивањима. Примери често коришћеног БКС су РЕЦИСТ критеријуми, мерење еволуције величине тумора да би се проценио одговор на лечење пацијената са раком, нухално скенирање које се користи за пренатални скрининг, или процена оптерећења лезије и атрофије мозга за пацијенте са мултиплом склерозом.

## Употреба у клиничким испитивањима
Познато је да су клиничка испитивања један од највреднијих извора података у медицини заснованој на доказима. Да би фармацеутски производ, уређај или процедура били одобрени за редовну употребу у САД, морају бити ригорозно тестирани у клиничким испитивањима и показати довољну ефикасност. Нажалост, клиничка испитивања су такође изузетно скупа и дуготрајна. Крајње тачке, као што су морбидитет и морталитет, користе се као мере за поређење група у оквиру клиничког испитивања. Најосновнија крајња тачка која се користи у клиничким испитивањима, морталитет, захтева године, а понекад и деценије праћења да би се у довољној мери проценила. Морбидитет, иако потенцијално бржи за мерење од морталитета, такође може бити веома тешка крајња тачка за клиничко мерење, пошто је често веома субјективна. Ово су неки од разлога зашто се биомаркери све више користе у клиничким испитивањима за откривање суптилних промена у физиологији и патологији пре него што се могу клинички открити. Биомаркери делују као сурогат крајње тачке. Показало се да употреба сурогатних крајњих тачака значајно смањује време и ресурсе који се користе у клиничким испитивањима. Пошто сурогат крајње тачке омогућавају истраживачима да процене маркер, а не пацијента, то омогућава учесницима да делују као сопствена контрола и у многим случајевима омогућава лакше заслепљивање.
Поред сурогатних крајњих тачака, биомаркери за снимање могу се користити као предиктивни класификатори, да помогну у одабиру одговарајућих кандидата за одређени третман. Предиктивни класификатори се често користе у молекуларном имиџингу како би се обезбедио ензимски одговор на третман.

## Квалификација и валидација
Развијање разумевања клиничког значаја за специфичне биомаркере може бити тежак процес. Постоје два корака сертификације да би се сурогат крајња тачка у потпуности успоставила: квалификација и валидација. Да би биомаркер постао квалификован мора проћи кроз донекле формални процес квалификације. Захтев мора бити поднет ИПРГ-у да би се биомаркер за снимање квалификовао за одређену употребу. Тим за преглед квалификација биомаркера, регрутован из одељења за неклиничке и клиничке прегледе, процењује контекст и доступне податке у вези са биомаркером. Они такође процењују методе и резултате стратегије квалификационог студија и на крају доносе одлуку да прихвате или одбију. Након квалификације, биомаркер може имати ограничену употребу као сурогат крајње тачке. Могу се користити у клиничким испитивањима фазе I и II, али се могу користити само у испитивањима фазе ИИИ за рану анализу бескорисности.
Постоје два корака до валидације, вероватна валидација и позната валидација. „Вероватна валидација“ захтева широку сагласност у медицинској или научној заједници у погледу њене ефикасности. „Позната валидација“ захтева научни оквир или скуп доказа који изгледа да разјашњавају ефикасност маркера. За потпуну валидацију, биомаркер мора показати да су разлике у третману у односу на контролу сличне разликама између третмана и контроле за клинички исход. Није довољно једноставно показати да особе које реагују на биомаркер преживљавају дуже од оних које не реагују на биомаркер.